# 中国2010年上海世界博览会古巴馆
上海世博会古巴馆是上海世博会期间的古巴国家馆，位于上海世博园C片区。这所场馆面积小巧，人流量较少。其展览物基本为古巴特产，如朗姆酒、雪茄烟等。